# Districtul Bačka de Vest

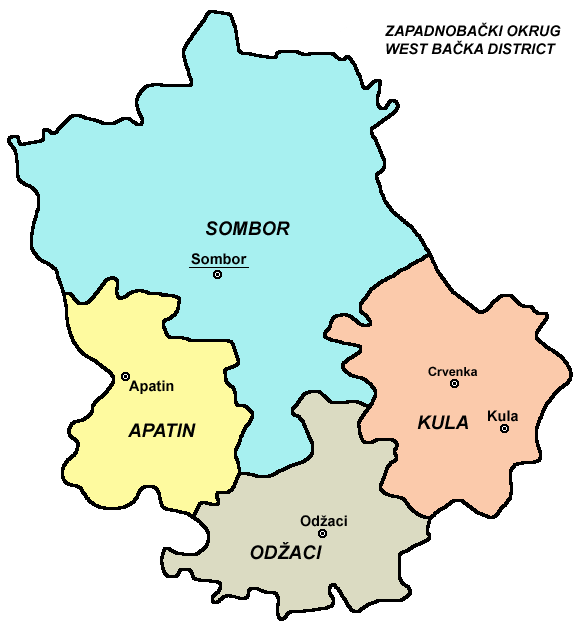

Districtul Bačka de Vest (în sârbă Zapadnobački okrug) este o unitate administrativă de gradul I, situată în partea de nord a Serbiei. Reședința sa este orașul Sombor. Cuprinde 4 comune care la rândul lor sunt alcătuite din localități (orașe și sate).

## Note

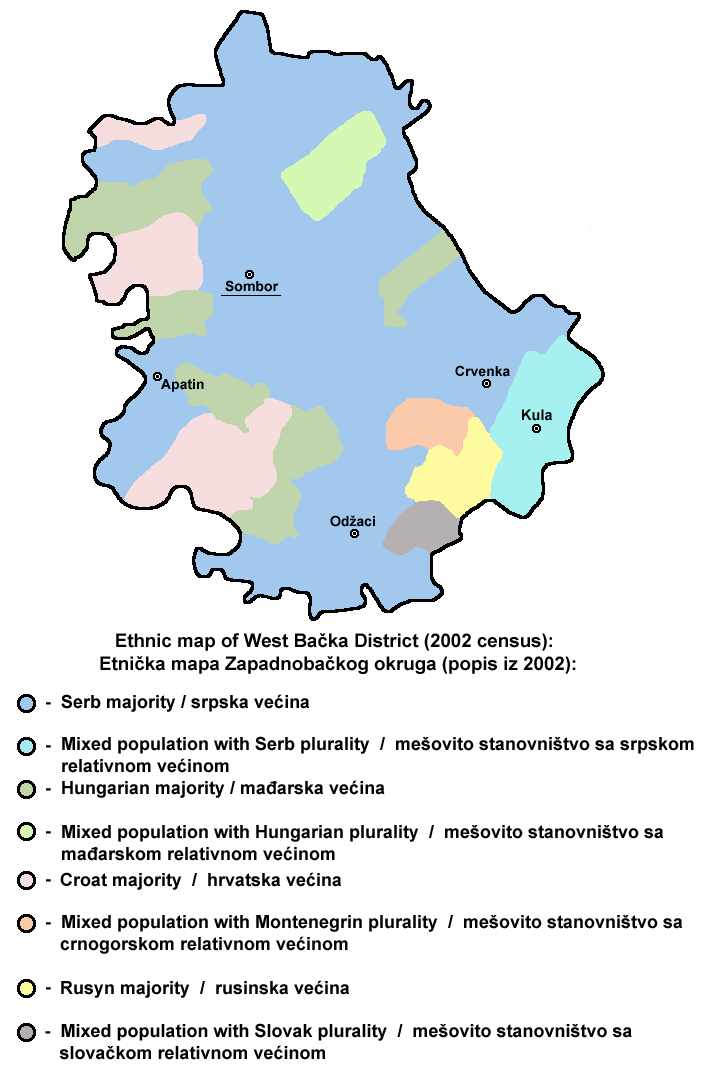

## Comune
- Sombor
- Apatin
- Odžaci
- Kula